# Mai Hoa (công chúa)
Công chúa Mai Hoa (Maria Flora), là một công chúa nhà Lê trung hưng, con gái của Hoàng đế Lê Anh Tông và là chị gái của Hoàng đế Lê Thế Tông của Đại Việt. Tương truyền là bề trên của Tu viện Dòng Đức Mẹ Vô Nhiễm đầu tiên tại Việt Nam, đã nhờ ảnh hưởng của bản thân khiến nhiều người nhập đạo trong giai đoạn đầu khi Công giáo truyền vào Việt Nam.

## Tên gọi
Trước khi có tên thánh là Mai Hoa, công chúa còn có tên gọi là công chúa Chiêm ("công chúa Chiêm Thành") , cưới hoàng tử QUÂN HOÀNG do bà là con gái một bà phi người Chiêm Thành được vua tuyển vào cung, hay công chúa Chè, vì bà giúp mở mang nghề trồng và khai thác chè tại địa phương.Vì sau này được đặt tên thánh là Maria, nên gọi là Mai Hoa (Maria Flora).

## Cuộc đời
Bà là con của Hoàng đế Lê Anh Tông (1556-1573) và là chị gái của Hoàng đế Lê Thế Tông (1573-1599)'.
Khi vua cha chạy trốn vào Nghệ An và bị Trịnh Tùng đuổi theo bắt và giết chết, lúc 42 tuổi (1573), vua Lê Thế Tông là con lên ngôi. Vì vua em này lên ngôi lúc 7 tuổi, nên bà với thân phận chị gái, được cử làm nhiếp chính. Là người có nhiều thế lực nhưng công chúa cũng nổi tiếng đức độ, thùy mị và có lòng bác ái. Dù dưới sự kèm cặp của chúa Trịnh, công chúa hầu như không hề có quyền giải quyết việc nước, nhưng Mai Hoa vẫn được nhân dân ca ngợi.
Bà làm nhiếp chính cho đến khi vua Lê Thế Tông trưởng thành, chính thức tiếp nhận ngôi vị của triều Lê. Vì phải cáng đáng việc quốc gia đại sự, vì trách nhiệm với nhà Lê, nên đến ngoài 30 tuổi, công chúa vẫn chưa nghĩ đến hạnh phúc riêng của mình.
Bà là người rất yêu tôn giáo. Thời gian nhiếp chính, một trong những mong muốn của bà là chấn hưng tôn giáo.
Bị ảnh hưởng bởi cha mình là Hoàng đế Lê Anh Tông – một người rất có cảm tình với Công giáo, bà đã nhiều lần sai người mang thư sang tận Ấn Độ, Ma Cao mời các giáo sĩ vào truyền đạo tại nước này. Những giáo sĩ được công chúa mời sang Việt Nam là Alfonsa de Costa và Joao Gonsalvez de Sa, đều được công chúa đón tiếp nồng hậu, thậm chí cấp nhà riêng cho ở.

## Chuyện tình của công chúa mai hoa và quân hoàng
Trong cuốn Cuộc chu du thiên hạ (Historia y vioje del mundo), giáo sĩ Pedro Ordonez de Cevallos kể chuyện được vua Lê tiếp đãi trọng thị tại triều đình.

### Hoàn cảnh
Năm 1590, con tàu của giáo sĩ Pedro khi đi qua khu vực biển Đông thuộc Thái Bình Dương thì gặp một trận bão và dạt vào vùng biển phía Bắc. Giáo sĩ Pedro và những người đi trên tàu được đưa về kinh đô An Trường – Thanh Hóa để diện kiến Hoàng đế Lê Thế Tông.
Giáo sĩ Pedro sinh tại Jean, miền Andalouise, Tây Ban Nha. Khi còn bé đã có óc mạo hiểm. Lớn lên, ông đi làm linh mục và từng đi qua nhiều nước phương Tây, qua đất Thánh và những vùng Phi châu như Guinea, Congo rồi vòng sang Tân Thế giới.
Cuộc đời của cha Pedro đầy chất phiêu lưu mạo hiểm. Trong một lần đưa xác Đức Giám mục vùng Chili về Tây Ban Nha, qua Cuba, tàu bị đắm nhưng may mắn sống sót, cha Pedro lại qua Mexico để lấy tàu trở lại Nouvelle Grenade, nhưng giữa đường lại chẳng may gặp trận bão lớn, tàu lại dạt vào vùng Acenia. Năm 1590, cha Pedro đi qua Trung Hoa, Áo môn, vòng sang Nhật Bản rồi từ Nhật Bản đi Quảng Đông. Nhưng trên đường đi gặp bão, thuyền lại trôi dạt vào vùng cửa Bạng ngày nay.
Quân lính triều đình trấn giữ ở đó thấy thế liền bắt cả đoàn người trên thuyền, đưa tới quan sở tại trình diện. Gặp quan, tất cả những người trên tàu đều quỳ lạy, chỉ trừ cha Pedro. Ông chỉ ngả mũ cúi chào một cách lịch lãm.
Cha Pedro dáng người cao dáo, thanh thoát, gương mặt tuấn tú, cương nghị, dáng đi có vẻ của một quý tộc châu Âu. Với vẻ ngoài đó, cộng thêm với việc nhất quyết không chịu chào mệnh quan triều Lê của ông đã khiến các quan nghĩ cha Pedro có thể là hoàng tử của một nước châu Âu nào đó.

### Gặp gỡ
Ngày cha Pedro yết kiến vua Lê Thế Tông đúng vào dịp 24/12/1590. Gặp Hoàng đế Đại Việt, cha Pedro cũng chỉ bái gối trái để kính chào. Vua Lê Thế Tông thấy thế không hề giận mà còn tiếp đón cha Pedro rất thân tình. Vua Lê có nói với cha Pedro: "Ngài hãy đi gặp công chúa Ngọc Hoa, chị gái ta. Công chúa rất thích nghe những sự tích tôn giáo. Công chúa ngọc Hoa là người ta yêu kính như mẹ. Vì vậy ngài đừng làm điều gì phật lòng công chúa, sẽ khiến ta nổi giận".
Công chúa tiếp cha Pedro vào ngày 28/12/1590 với nghi lễ trang trọng. Công chúa thấy giáo sĩ đẹp trai, ngỏ ý muốn kết tóc xe duyên nhưng Pedro trả lời rằng ông là linh mục Công giáo nên phải giữ luật độc thân.
Buổi gặp đầu tiên, cha Pedro đã kể cho công chúa nghe rất nhiều về sự ra đời của chúa Giesu, về Đức mẹ Maria. Trong khi cha Pedro tặng công chúa rất nhiều vật quý, thì công chúa hỏi thăm rất cặn kẽ về tuổi thơ, về cuộc đời và những chuyến vượt đại dương mạo hiểm của cha. Chỉ trong một buổi, công chúa đã coi cha Pedro là một người bạn thân tình. Khi chia tay, công chúa nói: "Mỗi ngày, cha hãy vào cung thăm ta một lần và trò chuyện với cha".
Tuy biết luật lệ tôn giáo là thế, nhưng sau một thời gian gặp gỡ, tình cảm của công chúa dành cho cha Pedro ngày càng lớn, khiến bà đã gạt bỏ mọi quy định thông thường của luật lệ phong kiến và luật lệ tôn giáo, ngỏ lời cầu hôn với cha Pedro:
"Thầy hãy ở lại đây kết bạn với tôi và truyền đạo ở xứ sở này, đừng về cố hương nữa. Thực tình tôi ngỏ ý cùng thầy, là vì tôi rất quý mến thầy ngay khi được gặp thầy, vì thầy tỏ ra lịch thiệp, thông minh, trang nhã. Tôi thực lòng muốn kết hôn cùng thầy. Tôi nhất định chọn thầy làm chồng tôi".
Không chỉ ngỏ lời với cha Pedro, công chúa còn ngỏ ý với vua Lê Thế Tông và nhờ vua tác thành. Rất yêu quý người chị gái của mình, vua Lê đã gọi cha Pedro vào và nói: "Ta rất muốn chúng ta sẽ trở thành một gia đình".
Việc công chúa ngỏ lời cầu hôn với cha Pedro khiến ông vô cùng khó xử. Nhưng cha Pedro vẫn quyết từ chối thịnh tình ấy. Cả ba lần được công chúa ngỏ lời, ông đều nói: "Tôi đã khấn luật linh mục sống cuộc đời độc thân. Xin công chúa hiểu cho điều đó". Có một số người đồng hành khuyên cha Pedro hãy chấp nhận lời cầu hôn của công chúa, để lợi dụng mối quan hệ này tạo điều kiện cho các giáo sĩ sau này vào truyền đạo. Nhưng cha Pedro không đồng ý. Ông không cho phép mình phá vỡ lời khấn nguyện của ông trước Chúa.
Tuy vẫn ngày ngày vào trò chuyện với công chúa, nhưng cha Pedro cũng làm cho công chúa hiểu được những quy tắc của một linh mục. Ông kể về Chúa cho công chúa nghe mỗi ngày và lấy ảnh tượng Chúa ra tặng công chúa. Dần dần, công chúa hiểu và không còn bắt ép cha Pedro cưới mình nữa.
Một ngày, bà gọi cha Pedro đến, nước mắt lưng tròng: "Tôi đã thưa ý định của tôi với thầy và tôi vẫn yêu thầy. Nhưng nếu thầy thấy luật Chúa đã dạy giáo sĩ không được lấy vợ thì thôi, ta không nên cưỡng luật Chúa. Thầy không thể kết bạn đời với tôi, nhưng tôi xin được kết bạn đạo với thầy và xin nhập đạo để cùng thờ phụng Chúa như thầy. Từ nay chúng ta không nói chuyện đời nữa, chỉ nói chuyện đạo mà thôi".

### Chia ly
Quyết định theo đạo của công chúa đã đến tai chúa Trịnh. Chúa Trịnh rất giận dữ vì cho rằng đó là âm mưu của nhà Hậu Lê muốn lợi dụng các thế lực bên ngoài để lấy lại quyền lực. Bằng thủ đoạn của mình, chúa Trịnh đã tịch biên tài sản và yêu cầu trục xuất cha Pedro.
Biết mình sắp phải rời khỏi Việt Nam, cha Pedro đã nhanh chóng truyền đạo cho công chúa và những cung nữ trong cung. Cha đã rửa tội cho công chúa và đặt tên thánh cho công chúa là Maria. Từ đó người ta gọi công chúa là công chúa Mai Hoa. Lễ rửa tội cho công chúa diễn ra ngày 22 tháng 5 năm 1591.
Sau khi nhập đạo, công chúa Mai Hoa xin vua Lê một khu đất để xây tu viện. Ngày 26/7/1591, lễ khánh thành tu viện diễn ra và được đặt tên là Dòng Đức Bà vô nhiễm nguyên tội.
Cha Pedro chính là người cử thánh lễ đầu tiên ở đây, trước khi ông bị đưa ra cửa Bạng và trục xuất khỏi lãnh thổ Việt Nam nửa tháng sau đó. Công chúa Mai Hoa sống trong tu viện đến cuối đời, vừa thờ phụng Chúa, vừa ấp ủ mối tình riêng không thành với vị giáo sĩ người Tây Ban Nha mà bà đã đem lòng thương nhớ.

## Công quả
Công chúa Mai Hoa đã thiết lập tại kinh đô An Trường, Vạn Lai Sách (nay là xã Phúc Lập, bên bờ tả ngạn sông Chu, phía dưới đập Bái Thượng, Thanh Hóa) một nữ tu viện Đức Mẹ Vô Nhiễm Nguyên Tội vào ngày 26 tháng 7 năm 1591, có 51 chị dòng, và làm bề trên tại đó cho đến chết. Ở khu đất cố đô An Trường này vẫn còn có những địa danh như Giếng Gia Tô, Xóm Gia Tô và một chỗ gọi là Nền Thờ, có lẽ để nhớ ơn công chúa. Tại đây cũng có ba miếu thờ bà mà các tín đồ thường chỉ cúng hoa chứ không cúng xôi thịt.
Nhờ ảnh hưởng tốt lành của công chúa Mai Hoa, khoảng 100 người trong hoàng tộc và phi tần cung nữ đã theo đạo. Cũng nhờ công chúa Mai Hoa, bà thân mẫu chúa Nguyễn, em trai, em gái của chúa Nguyễn, và cả bà Thái Hậu (mẹ của công chúa Mai Hoa) đều đã được linh mục Da Costa rửa tội.
Mai Hoa Công chúa được thờ ở Phủ Mai Hoa, thôn Bồ Vi, xã Khánh Thịnh, huyện Yên Mô, tỉnh Ninh Bình.

## Nhân vật nghệ thuật
Cuộc đời Mai Hoa công chúa đã được đời sau xây dựng trong một số vở cải lương và kịch mang tên Công chúa Mai Hoa.